# F… comme Fairbanks
F… comme Fairbanks je francouzský hraný film z roku 1976, který režíroval Maurice Dugowson podle vlastního scénáře. Snímek měl světovou premiéru dne 5. května 1976.

## Děj
André Fragman, absolvent chemického inženýrství se vrací ke svému otci, promítači malého kina amerického původu a filmovému nadšenci. Otec svému synovi přezdívá „Fairbanks“ na poctu herci Douglasu Fairbanksovi. André se k otci nastěhuje poté, co se rozešel se svou přítelkyní Sylvií. Je přesvědčen, že mu jeho inženýrský titul z chemie pomůže získat práci. Nepříznivá ekonomická situace ale Andrého plány hatí.
Krátce poté se André v divadle setká s přítelem Jean-Pierrem, který režíruje novou adaptaci Alenky v říši divů. Při zkouškách se seznámí s herečkou Marií. Mezi André a Marií rychle vznikne vztah. André stále nemůže najít práci v oboru. André začíná ztrácet iluze. Musí se zaregistrovat na úřadu práce a pracovat na neodpovídajících pozicích, jako dělník na stavbě, vyhazovač v nočním klubu, vrátný na nádraží nebo zaměstnanec v garáži. Andrého frustrace vede k výbuchům vzteku. Marie, která tuto situaci začíná tolerovat stále méně.

## Obsazení
| Patrick Dewaere       | André Fragman     |
| Miou-Miou             | Marie             |
| John Berry            | Fragman           |
| Michel Piccoli        | Étienne Lambert   |
| Jean-Michel Folon     | Jean-Pierre       |
| Christiane Tissot     | Sylvie            |
| Diane Kurys           | Annick            |
| Jean Lescot           | režisér Jeannot   |
| Jean de Coninck       | fotograf          |
| Evane Hanska          | Françoise         |
| Thierry Lhermitte     | mladý zaměstnanec |
| Guiguin Moro          | asistent          |
| Christian Clavier     | číšník            |
| Yves Barsacq          | starý zaměstnanec |
| Jenny Clève           | babička           |
| Marc Lamole           | majitel bistra    |
| Jacques Dichamp       | muž v bistru      |
| Michel Poujade        | zástupce odborů   |
| Jean-Claude Penchenat | herec v divadle   |
| Jonathan Sutton       | herečka v divadle |
| Sylvain Salnave       | stavbyvedoucí     |

## Ocenění
- Berlinale: Cena OCIC (Maurice Dugowson); nominace na Zlatého medvěda
- César: nominace v kategorii nejlepší herečka (Miou-Miou)